# Зофия Налковска
Зофия Налковска (на полски: Zofia Nałkowska) е полска писателка, поетеса, журналистка и драматург, член на Националния национален съвет и на Законодателния Сейм и Сейма на Полската народна република от първия мандат.

## Биография и творчество
Зофия Налковска е родена на 10 ноември 1884 г. във Варшава, Полша, в семейството на полския учен и публицист Вацлав Налковски и на Ана Шафранек, учителка и авторка на наръчници по география. Има една сестра. Учи в частно училище-интернат във Варшава. Следва в тайния Летящ университет, но също така придобива много от обширните си познания чрез самообучение.
Омъжва се два пъти. Първият ѝ съпруг е журналистът и учител Леон Ригие (1875 – 1948), за когото се омъжва през 1904 г. и двамата съпрузи приемат калвинизма, за да улеснят евентуален развод в бъдеще. Бракът се разпада около 1909 г., но се развеждат през 1918 г. По това време тя живее в Келце и Краков, от 1922 г. във Варшава, както и известно време в Гродно и недалеч от Вилюс. През 1922 г. се омъжва повторно за бившия боец от Бойната организация на Полската социалистическа партия и ръководител на жандармерията на полските легиони подполковник Ян Юр-Гожечовски, който по-късно става комендант на държавната полиция на Полската република, след това командир на Гранична охрана и генерал. Развежда се с него през 1929 г.
В периода 1906 – 1907 г. живее в Келце и участва в подготовката на прогресивно-демократичния седмичник „Ехото на Келце“ (Echa Kieleckie), публикувайки в него няколко разказа и преводи, както и обсъждайки въпроса за правата на жените. В междувоенния период работи за полското правителство в Бюрото за чуждестранна пропаганда и в Дружеството за настойничество на затворниците. След завръщането си във Варшава през 1926 г. ръководи литературен салон (в който участват личности като Витолд Гомбрович, Ян Кот, Карол Шимановски и Тадеуш Бреза) и пътува из Европа. През 1933 г. става част от екипа на литературната група „Предградие“ (Przedmieście). Същата година е назначена за член на Полската литературна академия, единствената жена в нея. През 30-те години активно участва в протести срещу санкционния режим и е един от организаторите на протести срещу политическото преследване в Полша. По време на германската окупация на Варшава заедно със сестра си Хана управляват магазин за тютюн, като едновременно участват в тайното литературно движение.
След войната, участва в работата на Международната комисия за разследване на престъпленията на нацистите в Полша, в резултат от тази дейност е сборникът ѝ „Медальони“ от 1946 г. – сборник с разкази, документиращи времето на Втората световна война. През 1949 г. е делегат на Националния съвет на защитниците на мира на Конгреса на защитниците на мира в Париж. През ноември 1949 г. става член на Националния комитет за честване на 70-годишнината от рождението на Йосиф Сталин. Години наред от 1928 г. е заместник-председател на полския ПЕН клуб, участва в Главния съвет на Съюза на полските писатели и е член на Законодателния сейм.
Прави своя литературен дебют като поетеса със стихотворението „Помня“ (Pamiętam) на 14-годишна възраст през 1898 г. в Przegląd Tygodniowy. Първият ѝ разказ „Орлица“ (Orlica) и публикуван през 1903 г. в списание Ogniwo. Публикува свои стихове във варшавските списания, вкл. в модернистичното списание „Химера“, а след това се насочва към прозата. Първият ѝ роман „Ледени полета“ (Lodowe pola) от трилогията „Жените“ е публикуван в списание „Истината“ (Prawdzie). Темата им е тясно свързана с движението „Млада Полша“, което разглежда теми, които не са тясно свързани с реалния живот, а с изследването на женската психика. С времето обаче тя започва да обръща все повече внимание на психологическата страна на човека, на човешките чувства в различни житейски ситуации.
Повратният момент в творчеството ѝ настъпва с Първата световна война като се насочва към реалистичните социално-психологически романи. Първият ѝ успех е „Любовта на Тереза Хенърт“ (Romans Teresy Hennert) от 1923 г. Най-известна е с книгите си „Граница“ от 1935 г.; „Връзките на живота“ (Węzły życia) от 1948 г. и „Медальони“ (Medaliony) от 1947 г., които изобразяват различни аспекти на социалните и политически живот в буржоазна Полша и се характеризират с реализъм и психологическа дълбочина.
За творчеството си получава много отличия. Най-известното ѝ произведение от междувоенния период е „Граница“, което получава Държавната литературна награда през 1935 г. Романът е екранизиран през 1938 и 1978 г. Удостоена е и със „Златната академична лавра“ на Полската литературна академия (Златен орден за заслуги към литературата).
Зофия Налковска умира от мозъчен кръвоизлив на 17 декември 1954 г. във Варшава. Погребана е с пълни държавни почести на 21 декември 1954 г. в Алеята на заслужите във военното гробище „Повонзки“.
През 1989 г. в Гродно е открит музей на Зофия Налковска към катедрата по полска филология на Гродненския университет „Янки Купала“. През 1992 г. в семейната къща на бащата на писателката във Воломин е създаден музей на Зофия и Вацлав Налковски. В различни градове и села на Полша има улици, кръстени на нейно име. През 2019 г. във Воломин е поставен паметник на Зофия Налковска на скулптора Войцех Мендзелевски. По решение на Международния астрономически съюз в нейна чест един от кратерите на Венера е наречен „Налковска“.

## Произведения

### Поредица „Жените“ (Kobiety)
1. Lodowe pola (1904)[2][1][3]
2. Kobiety (1906)
3. Książę (1907)

### Самостоятелни романи
- Rówieśnice (1909)[2][1][3]
- Narcyza (1911)
- Noc podniebna (1911)
- Węże i róże (1914)
- Hrabia Emil (1920)
- Na torfowiskach (1922), първата, непълна версия на Domu nad łąkami
- Romans Teresy Hennert (1923)
- Dom nad łąkami (1925) – автобиографичен роман, описващ дома от детството на писателката във Воломин
- Choucas (1927)
- Niedobra miłość (1928)
Обич, изд. печатница „Линотип“ (1948), прев. Веселина Геновска
- Granica (1935)
Граница, изд.: „Народна култура“, София (1971, 1981), прев. Методи Методиев
- Niecierpliwi (1938)
- Węzły życia (1948)
- Mój ojciec (1953)

### Пиеси
- Dom kobiet (1930)[1]
- Dzień jego powrotu (1931)
- Renata Słuczańska (1935) – по романа Niedobra miłość

### Сборници
- Koteczka, czyli białe tulipany (1909)[2][1][3]
- Lustra (1914)
- Między zwierzętami (1915)
- Tajemnice krwi (1917)
- Charaktery (1922)
- Małżeństwo (1925)
- Księga o przyjaciołach (1927) – с М. Й. Велополска
- Ściany świata (1931)
- Medaliony (1946)
- Charaktery dawne i ostatnie (1948)
- Widzenie bliskie i dalekie (1957)

### Дневници
увод, редакция и бележки под линия от Хана Кирхнер
1. Dzienniki czasu wojny (1970) – писани през годините на Втората световна война[1][3]
2. Tom 1 – pisane w latach 1899 – 1905 (1975)[2]
3. Tom 2 – pisane w latach 1909 – 1917 (1976)
4. Tom 3 – pisane w latach 1918 – 1929 (1980)
5. Tom 4 – pisane w latach 1930 – 1939 (1988)
6. Tom 5 – pisane w latach 1940 – 1944 (1996)
7. Tom 6 – pisane w latach 1945 – 1954 (2000)

### Екранизации
- 1938 Granica
- 1978 Granica
- 1978 Haus der frauen – тв филм по пиесата Dom kobiet
- 1978 Romans Teresy Hennert
- 1987 Dom zien – тв филм
- 1982 – 1999 Teatr Telewizji – тв сериал, 3 епизода

## Награди
- Награда на град Лодз (1929)[1]
- Офицерски кръст на Ордена за възраждането на Полша (1930)
- Златен кръст за заслуги (1946)
- Орден „Знаме на труда“ I степен (1949)
- Командор със звезда на Ордена за възраждане на Полша (1952)
- Държавна награда на Полша (1953)
- Медал за 10-годишнината на Народна Полша (1954)
- „Златна академична лавра“ на Полската литературна академия (1936)
- Кавалер на Големия кръст на Ордена за възраждането на Полша (посмъртно, 1954)